# Blacksburg (Wirginia)
Blacksburg – miasto w Stanach Zjednoczonych, w stanie Wirginia. Według spisu w 2020 roku liczy 44,8 tys. mieszkańców. Razem z miastami Christiansburg i Radford tworzy obszar metropolitalny (MSA), który obejmuje 181,9 tys. mieszkańców. 
W mieście działa Politechnika i Uniwersytet Stanowy Wirginii (Virginia Tech). Edward Via College of Osteopathic Medicine jest drugą co do wielkości szkołą medyczną w USA. 

## Demografia
Według danych z 2020 roku w obszarze metropolitalnym Blacksburga: 87,7% mieszkańców stanowi ludność biała (86% nie licząc Latynosów), 4,6% to czarni Amerykanie lub Afroamerykanie, 4,3% to Azjaci, 2,3% ma rasę mieszaną, 0,27% to rdzenna ludność Ameryki i 0,11% to Hawajczycy i mieszkańcy innych wysp Pacyfiku. Latynosi stanowią 2,8% aglomeracji. 
Do największych grup należą osoby pochodzenia „amerykańskiego” (18,2%), niemieckiego (12,1%), angielskiego (9,8%), irlandzkiego (9,5%), szkockiego lub szkocko–irlandzkiego (4,0%) i włoskiego (3,0%).
W głównym mieście Azjaci stanowią 12,5% populacji (gł. Chińczycy – 5,4% i Hindusi – 3,2%). 

## Religia
Do największych grup religijnych obszaru metropolitalnego w 2020 roku należały:
- bezdenominacyjne zbory ewangelikalne – 14,2 tys. członków w 27 zborach,
- Zjednoczony Kościół Metodystyczny – 12,8 tys. członków w 68 zborach,
- Kościoły zielonoświątkowe (gł. IPHC i Kościół Boży) – ok. 10 tys. członków,
- Południowa Konwencja Baptystów – 8,8 tys. członków w 39 zborach,
- Kościół katolicki – 6,7 tys. członków w 5 parafiach,
- Kościoły Chrystusowe – 4,1 tys. członków w 31 zborach.

Znaczna część mieszkańców pozostaje bez członkostwa religijnego. 